# Nososticta acudens
Nososticta acudens är en trollsländeart som beskrevs av Günther Theischinger och Richards 2006. Nososticta acudens ingår i släktet Nososticta och familjen Protoneuridae. Inga underarter finns listade i Catalogue of Life.